# Оспиталече, Факундо
Факундо Оспиталече Эрнандес (исп. Facundo Ospitaleche Hernández; родился 11 апреля 1996 года, Монтевидео) — уругвайский футболист, полузащитник клуба «Депортиво Пасто».

## Клубная карьера
Оспиталече — воспитанник клуба «Дефенсор Спортинг». 24 октября 2015 года в матче против «Пласа Колония» он дебютировал в уругвайской Примере. Летом 2016 года для получения игровой практики Факундо на правах аренды перешёл в мексиканский «Венадос». 10 сентября в матче против «Кафеталерос де Тапачула» он дебютировал в Лиге Ассенсо. Летом 2017 года Оспиталече был отдан в аренду в столичный «Ривер Плейт». 20 августа в матче против столичного «Ливерпуля» он дебютировал за новый клуб.

## Международная карьера
В 2013 году Факундо в составе юношеской сборной Уругвая принял участие в юношеском чемпионате Южной Америки в Аргентине. На турнире он сыграл в матчах против Чили, Аргентины, Боливии и Бразилии. В том же году Оспиталече принял участие в юношеском чемпионате мира в ОАЭ. На турнире он сыграл в матчах против команд Словакии, Нигерии, Новой Зеландии, Кот-д'Ивуара и Италии. В поединке против новозеландцев Факундо забил гол.